# ريتشارد لاموتا
ريتشارد لاموتا (بالإنجليزية: Richard LaMotta)‏ هو شخصية أعمال ومحامي ومخترِع أمريكي، ولد في 20 مايو 1942 في بروكلين في الولايات المتحدة، وتوفي في 11 مايو 2010 في تشاباكوا (نيويورك) في الولايات المتحدة بسبب مرض.